# Ape Escape
Ape Escape es un videojuego de PlayStation, que fue lanzado con la serie del mismo nombre.
Ape Escape fue publicado en Norteamérica el 13 de mayo de 1999 y poco después en Japón con el nombre de Saru! Get You! (サルゲッチュ, Saru Getchu?), el 24 de junio de 1999. Ape escape fue creado y fundado por Kenkichi Shimooko. Los Pipo Monkey fueron una mascota para Sony; Ape Escape fue el primer juego de PlayStation que requería obligatoriamente un controlador DualAnalog y/o DualShock. Electronic Gaming Monthly lo calificó con 8.75/10.
Ape Escape fue uno de los más exitosos juegos de PlayStation. Una conversión para PlayStation Portable fue lanzada en 2005, llevando por título Ape Escape: On the Loose, aunque tuvo una calificación más baja que el juego original. Muchos críticos apuntaban que los motivos de esta baja puntuación eran los problemas con respecto a los nuevos controles, que resultaban poco eficaces a la hora de manejar la cámara o de calcular saltos precisos.

## Historia
Ape Escape cuenta la historia de un mono llamado Specter que va en la búsqueda del Peak Point Helmet (Pipo Helmet o Casco puntiagudo), el cual incrementa notoriamente su inteligencia pero también lo convierte en malvado. Obtiene Helmets (cascos) para alterar la inteligencia de los monos (no idéntica a la suya)  y así tener éxito en sus planes para dominar el mundo. Un muchacho llamado Spike/Kakeru, con la ayuda del Professor/Hakase, el inventor del Peak Point Helmet y su nieta (llamada Natalie en la versión de Estados Unidos, Katie en la versión de Gran Bretaña y Natsumi en la versión japonesa), tratan de capturarlos e impedir la dominación mundial por parte del simio. Él también tiene que rescatar a su amigo (conocido como Jake en la versión de Estados Unidos, Buzz en la versión británica y Hiroki en la versión japonesa), a quien le lavaron el cerebro, convirtiéndolo en el esclavo de Specter.
Spike/Kakeru tiene que viajar por el tiempo a la caza de los monos, desde la era de los Dinosaurios hasta la Era del Imperio Celestial, siguiendo la estela de Specter. En su camino también se encuentra a su amigo hipnotizado Jake/Hiroki, y debe derrotarlo en los niveles de bonus que se desarrollan en una carrera de obstáculos.

## Personajes
Spike/Kakeru: - Edad: 10 - Estatura: 135 cm. - Peso: 32 kg. 
El protagonista principal. Tiene Pelo rojo con toques amarillos puntiagudo. Es guapo, pero siempre ayuda a los demás. Está en serios problemas, pues va a capturar a todos los monos.
A Spike le encanta pasar el rato en el laboratorio del profesor, para descubrir cuál va a ser el próximo invento del anciano. Cuando se enteró de que el profesor había puesto a punto la primera máquina del tiempo de la historia, a Spike le resultó imposible contener su impaciencia por verla.
Spike es jugable en PlayStation All-Stars Battle Royale.
Jake/Buzz/Hiroki
- Edad: 10 - Estatura: 138 cm. - Peso: 34 kg.
Amigo de Spike/Kakeru. Tiene Pelo azul y puntiagudo, actitud más relajada. En la versión británica y española del juego, es conocido como Buzz.
Spike y Buzz tienen entre ellos una cierta rivalidad amistosa, así que no es muy sorprendente que ambos desearan ser los primeros en usar la estación del tiempo del profesor. El problema es que mientras Spike intenta salvar al mundo de los Simios, Buzz se encuentra perdido en la espiral del tiempo... ¿Dónde estará? ¿Qué le habrá ocurrido?
Specter
- Edad: 4 - Estatura: 125 cm. - Peso: 34 kg.
Specter vivía en el circo, entreteniendo a los espectadores con sus trucos y sus travesuras. Pero cuando encontró el casco mental inventado por el profesor, todo cambió: se convirtió en un mono superinteligente... ¡Y malvado! Ahora, en lo único que piensa Specter es en adueñarse del mundo y Spike tendrá que hacer todo lo que esté en su mano para impedírselo.
Professor/Hakase
- Edad: 60 - Estatura: 170 cm. - Peso: 80 kg.
Después de que los Pipo Monkeys invadan el laboratorio, él se ocupa de uno de los monos y su casco ha sido robado. Después Spike/Kekeru lo rescata junto con Natalie/Natsumi, ambos acuerdan de inventar un chisme para ayudar a Spike en la misión de capturar todos los monos.
Ya en su más tierna infancia, al profesor le encantaba trastear con todo tipo de cachivaches y artefactos. Ahora que va haciéndose mayor, se ha vuelto un poquillo despistado y deja sus experimentos por ahí, sin darse cuenta de que cualquiera puede toparse con ellos. Es su nieta, Katie quien debe asegurarse de que no se meta en ningún lío.
Aunque está sinceramente preocupado por Spike, el profesor, en su fuero interno, está también orgullosísimo de que la máquina del tiempo funcione.
Natalie/Katie/Natsumi
- Edad: 14 - Estatura: 155 cm. - Peso: 65 kg.
Katie vive con su abuelo, procurando que no se meta en líos. Como es una chica muy impaciente, se enfada con él por ser tan desordenado; aunque quien realmente logra que Katie se enfade es Spike, que esta todo el día por el laboratorio cruzándose en su camino. Katie es una geniecilla de la informática, y tanto Spike como el profesor confían en que será capaz de mantener la estación del tiempo funcionando durante el tiempo necesario para que Spike vuelva a casa sano y salvo.

### Monos
En sus viajes, Spike/Kakeru se encuentra con distintos monos/simios, los cuales son de diferente tipo:
- Pantalón amarillo: Mono normal.(Los niveles son del 1 hasta el 5, de menor a mayor, en el guion se abarcan todos los niveles entre los dos números. 1-4: significa que pueden ser del nivel 1, del 2, del 3 o del 4.)  Nivel Alerta: 1-3. Nivel Ataque: 1-3 Nivel Rapidez: 1-3. Pueden ir acompañados de pistolas láser e incluso los monos normales más avanzados pueden poseer naves de combate.
- Pantalón azul: Monos rápidos: N.Alerta: 2-4. N.Ataque: 1-2. N.rapidez: 3-5 Son los monos más rápidos, corren mucho y cuesta atraparlos.
- Pantalón verde (en ocasiones blanco): Perros en alerta máxima. N.Alerta: 3-5 N.Ataque 3-4 N.rapidez: 2-3. Monos con prismáticos incluidos, te ven aunque te escondas. También dispararán misiles.
- Pantalón Negro : Monos con gran ataque: N.Alerta: 2-3 N.Ataque 3-5. N.rapidez: 2-4. Suelen llevar gafas de sol y metralletas.
- Pantalón azul claro: Monos débiles: N.Alerta 1-2. N.Ataque 1-2 N.rapidez 1-2. Tienen expresión triste, es fácil atraparlos.
- Pantalón rojo: Monos difíciles: N.Alerta 4-5 N.Ataque 4-5 N.rapidez 4-5. Están enfadados y destacan en todo. Junto con los monos con naves de combate (ovnis, tanques..) son los más complicados de capturar.

- Datos: Q960773